# روح (ترانه جیمی-لی کریویتس)
«روح» تک‌آهنگی از هنرمند اهل آلمان جیمی- لی کریویتس است که در سال ۲۰۱۵ میلادی منتشر شد. این ترانه نماینده آلمان در مسابقه آواز یوروویژن ۲۰۱۶ بود.